# André Lwoff

André Michel Lwoff (n. 8 mai 1902, Ainay-le-Château, Auvergne, Franța – d. 30 septembrie 1994, Paris, Franța) a fost un microbiolog și virolog francez, laureat al Premiului Nobel pentru Medicină (1965).

## Educația, viața timpurie și cariera
Lwoff s-a născut în localitatea Ainay-le-Château, din regiunea Auvergne, Franța, fiind fiul Mariei Siminovitch, pictoriță, și al lui Solomon Lwoff, psihiatru. Amândoi părinții erau originari din Rusia Țaristă. S-a înscris la Institutul Pasteur din Paris, la vârsta de 19 ani. În 1932 și-a terminat teza de doctorat și cu ajutorul unei burse din partea fundației Rockefeller s-a mutat la  Institutului Kaiser Wilhelm pentru Cercetări Medicale (astăzi  Institutul Max-Planck) din Heidelberg (condus în acea perioadă de  laureatul premiului Nobel pentru Medicină Otto Fritz Meyerhof), unde a făcut cercetări în domeniul dezvoltării organismelor flagelate. O altă bursă Rockefeller i-a permis, în anul 1937, să meargă la Universitatea din  Cambridge. În 1938 a fost numit șef de departament la Institutul Pasteur, unde a realizat o muncă de cercetare inovatoare în domeniul organismelor bacteriofage, microbiomului uman și a virusului care provoacă poliomelita.

## Premii și distincții
A fost distins cu numeroase premii din partea Academiei de Științe a Franței, marele premiu Charles-Leopold Mayer, medalia Leeuwenhoek a Academiei Regale Olandeze de Arte și Științe (în 1960) și Medalia Keilin a Societății Britanice de Biochimie (în 1964). I s-a decernat Premiul Nobel pentru Medicină în 1965 pentru descoperirea mecanismului prin care unele virusuri infectează bacteriile. Pe tot parcursul carierei sale a lucrat în echipă cu soția sa, Marguerite Lwoff, deși el s-a bucurat de mai multă recunoaștere. Lwoff a fost ales membru al Societății Regale din Londra în 1958.